# Битва за Бени-Валид

Территория и передвижение войск сторон

Би́тва за Бени-Валид — одно из сражений в ходе гражданской войны в Ливии 2011 года между сторонниками Переходного Национального Совета и оставшимися верными свергнутому ливийскому лидеру М.Каддафи вооружёнными силами.

## Военно-стратегическая оценка
В отличие от многих предыдущих сражений, битва характеризовалась крайней ожесточённостью, обусловленной как серьёзным сопротивлением наступавшим, преимущественно с северного направления, сторонникам ПНС, так и особо сложным рельефом, близким к горному, вследствие чего битва из активной фазы постепенно перешла в пассивную, фактически — в осаду Бени-Валида, завершившуюся взятием города повстанческими войсками. Сам город являлся стратегически важным, так как расположен на пересечении важных дорог, соединяющих северные, южные, западные и восточные регионы Ливии, в первую очередь северную часть страны — Триполитанию (150 километров от Триполи) и южную — Фессан (свыше 560 километров от Себхи).
Также город является оплотом крупнейшего ливийского племени — Варфалла (1,1 миллиона человек), и является очень чувствительным к трайбализму.

## Хронология событий

### Провал переговоров
До 10 сентября действовал ультиматум, согласно которому войскам Каддафи, «во избежание дальнейшего кровопролития», предлагалось сдать города Сирт и Бени-Валид без боя. Однако отсутствие особого влияния старейшин на лояльные Каддафи войска в городе свело на нет попытки представителей Переходного Национального Совета Ливии. События 9 сентября полностью перечеркнули дальнейшие перспективы подобных переговоров.
9 сентября возле Бени-Валида завязались бои между вооружёнными сторонниками Каддафи и частями ПНС По словам командующего отрядами повстанцев, накануне ночью правительственные войска под прикрытием огня ракетами Град, попытались прорваться через позиции сил ПНС в направлении Триполи в 30 километрах от Бени-Валида, однако были отброшены. Позже Абдулла Кеншил, представитель Переходного Национального Совета, сообщил, что, хотя наступление в пятницу не планировалось (срок окончания ультиматума войскам Каддафи в Сирте и Бени-Валиде, согласно заявлениям представителей ПНС, заканчивался в субботу, 10 сентября), его пришлось предпринять.
Вечером 9 сентября появились сообщения, что войска ПНС, контратакуя противника, пошли в наступление и к вечеру вошли в городскую черту Бени-Валида, продвинувшись на 1 километр вглубь города, где завязались уличные бои. Абдулла Кеншил сообщил, что войска, лояльные ПНС, вошли с Бени-Валид с севера, юга и востока, продвинувшись 1,5—2 километра от рынка в сторону центра города.

### Первая попытка штурма (10 сентября)
10 сентября продолжались ожесточённые бои в Бени-Валиде. Представители Переходного Национального Совета сообщили, что они недооценили количество лояльных Каддафи войск в городе (около 1000, хотя ранее предполагалось, что Бени-Валид обороняет не более 150 солдат), по их словам, получает подтверждение информация, что Саиф аль-Ислам Каддафи находится в Бени-Валиде. Накануне, войдя в город, отряды бывших повстанцев встретили ожесточённое сопротивление и отступили, ожидая подкрепления, а авиация НАТО нанесла серию ударов (не меньше пяти) по позициям войск Каддафи в Бени-Валиде. Поступает информация о значительном количестве снайперов (в частности, в районе Вади-Динар), а также артиллерии войск Каддафи в Бени-Валиде.
11 сентября ночью, как сообщается, сохраняющие верность Каддафи войска нанесли удар артиллерией и реактивными установками «Град» по окрестностям Бени-Валида после того, как войска ПНС отступили накануне и проводили перегруппировку в нескольких километрах от города. Наступавшая со стороны Мисраты (Вади-Малдум), Бригада Халбус, по словам командующего Западным фронтом Национальной армии Халеда Абдуллы Салема, вошла в город и заняла позиции в 10 километрах от центра Бани-Валида. Также командующий сообщил, что войскам Национальной армии в городе противостоят отступившая 32-я бригада спецназначения Хамис, члены тайной полиции «Легион Тория», а также наёмники с суданского Дарфура.
Вечером 11 сентября Аль-Джазира со ссылкой на военное командование новых властей Ливии, сообщила, что под контроль сил ПНС был взят северный въезд в город, закрепившись на окраинах Бени-Валида.
12 сентября информагентства сообщили о потоке беженцев с Бени-Валида, в котором, по словам покидающих город жителей, ощущается нехватка топлива и продуктов питания, а также идут ожесточённые бои. По словам очевидцев, войска, подконтрольные ПНС, встречают серьёзное сопротивление, однако смогли закрепиться на северо-западных окрестностях Бени-Валида, уличные бои продолжались.
13 сентября представители Переходного Национального Совета Ливии сообщили, что с учётом потока беженцев в последние дни жителям Бени-Валида даётся ещё 2 дня, чтоб покинуть город, переехав в более безопасное место, прежде чем боевые действия вновь активизируются. Подобные сообщения на Бени-Валид транслировала радиостанция, находящаяся в Тархуне. Таким образом, учитывая ожесточённое сопротивление в Бени-Валиде, а также большое число оставшихся в городе мирных жителей, сторонники новой власти Ливии в лице ПНС решили приостановить активные боевые действия в городе на несколько дней.
14 сентября в Бени-Валиде было относительное затишье, которым воспользовались местные жители для бегства из города ввиду угроз дальнейших вспышек боевых действий.
15 сентября в районе Бени-Валида особой военной активности не наблюдалось, войска Национальной армии продолжали перегруппировку, а лояльные Каддафи войска в Бени-Валиде, по словам местных жителей, покидавших город, заняли снайперские и пулемётные позиции внутри и на крышах «жилых домов и школ». Покидавшие город жители Бени-Валида обеспокоены выжидающей позицией Переходного Национального Совета. Так, по словам некоторых местных жителей, многие семьи в Бени-Валиде находятся «в ловушке» и не в состоянии покинуть город, ситуация в котором ухудшается с каждым днём.

### Вторая попытка штурма (16 сентября)
16 сентября появилась информация о начале нового штурма Бени-Валида, в результате которого, как сообщило агентство Reuters, войскам Национальной армии удалось захватить «долину, ведущую к центру города». В дальнейшем сообщалось, что этот штурм также успехом не увенчался.
21 сентября военный представитель ПНС Ахмед Бани признал, что войска новой власти столкнулись с географическими трудностями у города Бени-Валид, который расположен «между горами», а также с большим количеством снайперов и артиллерии дальнего радиуса действия. Однако Ахмед Бани добавил, что город «на 100 % окружён».
24 сентября сообщалось, что многие добровольцы, воевавшие на стороне ПНС Ливии под Бени-Валидом, ввиду патовой ситуации и неспособности взять город в течение нескольких недель, покидали место боевых действий. По словам бойцов, они поражены тем масштабом сопротивления, с которым столкнулись, а также недовольны неорганизованностью в рядах добровольцев.
25 сентября Аль-Джазира сообщила, что во время возобновившихся боёв за Бени-Валид 30 бойцов новой ливийской власти погибло.

### Третья попытка штурма
26 сентября стало известно, что после ночного артобстрела позиций войск Каддафи в городе части Национальной армии начали новую атаку на город, уже с участием танков и зенитных орудий. Сообщается об ожесточённом сопротивлении, для подавления которого войска новой ливийской власти задействовали артиллерию. Однако, по словам командующего Мухаммеда Эль-Седдика, командование Национальной армии воздерживалось от применения пехоты на этом этапе операции. По его словам, «пехота будет участвовать позднее. Заключительное сражение будет в течение следующих двух дней».
28 сентября Аль-Джазира сообщила, что из-за ракетного обстрела возле Бени-Валида погибли 11 бойцов Национальной армии, в том числе и один из старших командующих — Дау эль-Шахин эль-Джадак, на машину которого пришёлся удар. Сам Дау аль-Шахин аль Джадак, как сообщается, был родом с Бени-Валида. Полевой командир войск ПНС, капитан Валида Хаймедж сообщил, что наступление на город было фактически остановлено. По его словам, «ракетные и артиллерийские удары не прекращаются. Мы ведём ответный огонь, но не вводим в бой пехоту. Мы ждём подкреплений с Триполи и Эз-Завии». Также командующий сообщил о низкой эффективности авиации НАТО, которая наносит удары по ракетным установкам, однако те появляются в других местах.

### Ситуация в Бени-Валиде в начале октября
4 октября один из командующих войск новой власти — Адель Беньюр — заявил, что по имеющейся у него информации, большинство жителей, а также часть лояльных Каддафи войск, покинули Бени-Валид, укрывшись за его пределами, что, по его словам, «облегчит… атаку на город в течение ближайших двух дней».
До этого предпринимались неоднократные безрезультатные попытки штурма города, которые прекратились после ощутимых потерь, понесённых наступавшими сторонниками новой ливийской власти. С конца сентября возле города было относительное затишье, активных боевых действий не велось.

### «Решающее наступление» и взятие Бени-Валида
9 октября командующий войсками временного ливийского правительства Юнис Мусса сообщил, что в ходе начавшегося наступления на Бени-Валид накануне, у лояльных Каддафи войск был отбит аэропорт Бени-Валида, и бои продолжались в 1 километре от центра города.
Однако 10 октября сообщается о контратаке войск Каддафи в Бени-Валиде, в результате которой силы ПНС потеряли 17 бойцов и вынуждены были отступить с территории аэропорта.
11 октября стало известно, что войска временного ливийского правительства накануне овладели посёлком Эль-Шамих в 35 километрах южнее Бени-Валида, тем самым открыв путь к городу с южной стороны. Силы Переходного ливийского правительства установили пропускной пункт в Шамихе, через который район Бени-Валида покидают беженцы. Для них в районе посёлка Несма был создан лагерь. 11—12 сентября сторонники Переходного правительства появились на южных окрестностях Бени-Валида и заняли район Сакания на юге города.
15 октября, несмотря на заявления представителей Переходного правительства о приостановке наступления на Бени-Валид до взятия Сирта, стали поступать сообщения о наступлении гражданских батальонов с Мисраты в восточной части Бени-Валида, где, по некоторым данным, сторонники Переходного правительства овладели Районом 1. Командование сил нового правительства заявило о контроле своих сил над промзоной, районами больницы, рынка, где, тем не менее, ещё могли находиться снайперские позиции.
16 октября, по словам представителя исполнительного кризисного комитета переходного ливийского правительства Али Деки, под контролем новой власти находились центральная и северная, части города, в общей сложности до 60 % территории города. Под контролем войск Каддафи оставался район Дахра на юге Бени-Валида. Другую оценку дал Селим Гид, один из командующих сил Переходного правительства. По его данным, под контролем новой власти находилось уже 90 % территории Бени-Валида, однако ощущалось серьёзное сопротивление снайперов, занявших позиции на крышах зданий. 16 октября, по его данным, 2 бойца Национальной армии погибло и 70 было ранено.
17 октября появилась информация о взятии Национальной армией Бени-Валида. Reuters со ссылкой на полковника Абдуллу Накера сообщило о взятии города правительственными войсками Переходного ливийского правительства. Позже в этот же день командующий Бригады Злитена Саиф аль-Ласи подтвердил информацию об «установлении полного контроля силами нового ливийского правительства над Бени-Валидом». Корреспонденты агентства Reuters и телеканала Aljazeera подтвердили эту информацию, добавив, что силы переходного ливийского правительства с Бени-Валида будут направлены в Сирт — последний город, часть которого к этому моменту ещё оставалась в руках лояльных Каддафи войск.

### Зачистка территории вблизи Бени-Валида после взятия города
Очевидцы в Бени-Валиде сообщали, что сторонники Каддафи отступили из города ещё 15 октября. Высокопоставленных чиновников, либо ближайших родственников М.Каддафи в городе обнаружено не было, хотя один из врачей, находившихся в Бени-Валиде, Муаммар аль-Варфалли, сообщил, что Саифа аль-Ислама Каддафи видели в городе за неделю до этого. Ранее в связи с возможными атаками покинувших Бени-Валид войск Каддафи Переходное ливийское правительство предупредило местные власти в Злитене, Тархуне и других городах региона.
18 октября полевой командир сил Переходного правительства Абдель-Салам Генуна сообщил агентству Associated Press, что подавление сопротивления остатков войск Каддафи продолжалось в близлежащих посёлках, однако подтвердил, что сам Бени-Валид с вечера 17 октября находился под контролем правительственных войск. О столкновениях с незначительными силами войск Каддафи во время зачистки территории силами Переходного правительства северо-западнее Бени-Валида сообщалось и 19 октября.